# Иларион Великий
Иларио́н Вели́кий (др.-греч. ἅγιος Ἱλαρίων ὁ ἀναχωρητής; 291, Фавафа, близ Газы — 371, Кипр) — христианский святой, аскет. Почитается в лике преподобных, память в Православной церкви совершается с шестеричным богослужением 21 октября (3 ноября), в Католической церкви 21 октября.
Его жизнь описана Епифанием Кипрским.

## Биография
Родился в 291 году в палестинском селении Фавафа близ Газы. Изучал науки в Александрии, где и принял христианство. В 15 лет, услышав о преподобном Антонии Великом, отправился к нему и провёл с ним около двух месяцев, стараясь во всем подражать учителю. Вернувшись на родину и узнав о смерти своих родителей, он продал имущество, раздал деньги бедным и начал вести жизнь отшельника в 7 милях к югу от города Маюма. Преподобный усиленно боролся с нечистыми помыслами, смущавшими ум и распалявшими плоть, побеждая их тяжёлым трудом, постом и прилежной молитвой. Больные приходили к нему для исцеления, и преподобный врачевал болезни бесплатно, говоря, что благодать Божия не продаётся. Иларион был основателем нескольких монастырей и первым проповедником монашества в Палестине. Переходя из одной обители в другую, он утверждал в них строгий подвижнический образ жизни. В конце жизни снова посетил Египет, чтобы увидеть могилу Антония, оттуда отправился на Сицилию и в Далмацию и, обойдя эти страны, скончался на острове Кипр в 371 или 372 году, предсказав, согласно его житию, свою смерть.

## Один из множества подвигов преподобного Илариона Великого
Когда-то к нему привели мужа по имени Орион, одного из богатых и знатных граждан города Айлы. В нем был легион бесов, и его привели связанного железными цепями. Приблизившись к святому, он вырвался из рук приведших его людей и, подошедши сзади, схватил преподобного и поднял его на воздух выше своего роста. Все закричали от страха, как бы он не ударил его о землю и не сокрушил его кости, высохшие от долгого поста. Святый же улыбнулся и сказал:
— Дайте моему противнику побороться со мной.
Простерши назад свою руку, он взял бесноватого за волосы, поставил его перед своими ногами, связал ему руки и, наступив на ноги, сказал:
— Мучайся, легион бесовский, мучайся!
Бесы же, находившиеся в том человеке, завопили разными голосами, производя шум, как бы от многочисленной толпы. Тогда святый начал молиться:
— Господи, Иисусе Христе! Освободи несчастного от легиона бесов, ибо как ты одного из них можешь победить, так легко — и многих.
Бесы с громким воплем тотчас вышли из того человека, и он выздоровел, избавился от своих мучений и принес благодарение Богу и Его угоднику — святому Илариону — за свое исцеление. Чрез некоторое время он снова вернулся со своей женой и друзьями к святому Илариону с богатыми дарами, в благодарность за исцеление. Но святый не принял их и сказал:

— Разве ты не слышал, как пострадал Гиезий, принявши плату от человека, исцелившегося от проказы. Благодать Господня не продается. Поди, раздай это нищим твоего города, нам же, живущим в пустыне, имущество не служит на пользу.— Жития святых Ростовского